# Gurley (Nebraska)
Gurley é uma vila localizada no estado americano de Nebraska, no Condado de Cheyenne.

## Demografia
Segundo o censo americano de 2000, a sua população era de 228 habitantes.
Em 2006, foi estimada uma população de 225, um decréscimo de 3 (-1.3%).

## Geografia
De acordo com o United States Census Bureau, a localidade tem uma área de 0,5 km², sem área coberta por água. Gurley localiza-se a aproximadamente 1305 m acima do nível do mar.

## Localidades na vizinhança
O diagrama seguinte representa as localidades num raio de 36 km ao redor de Gurley.